# Bloc Québécois
Der Bloc Québécois ist eine sozialdemokratische und separatistische Partei in Kanada. Sie tritt ausschließlich in der französischsprachigen Provinz Québec zu Wahlen auf Bundesebene an. Mitglieder und Sympathisanten des Bloc werden als bloquistes (blɔ.kist) bezeichnet. Bei der Unterhauswahl 2019 errang der Bloc 32 der 78 Sitze, die der Provinz Québec zustehen.

## Politische Ausrichtung
Abgesehen von der Unabhängigkeitsfrage positioniert sich der Bloc im linken politischen Spektrum. Unter anderem setzt er sich für die gesetzliche Gleichstellung der gleichgeschlechtlichen Ehe, für die Legalisierung von Marihuana und für das Kyoto-Protokoll ein. Fernziel des Bloc ist die Unabhängigkeit Québecs, daneben vertritt er im Bundesparlament die Interessen der Einwohner Québecs. Der Bloc wird von zahlreichen Gewerkschaften unterstützt und arbeitet eng mit der nur auf Provinzebene tätigen Parti Québécois zusammen – er ist de facto der bundespolitische Arm dieser Partei, es existieren jedoch keine organisatorischen Bindungen. Gleichwohl unterstützten sich beide Parteien in Wahlkampagnen gegenseitig und viele Mitglieder gehören auch der jeweils anderen Partei an.

## Geschichte
Während der Stillen Revolution wurde in einem Teil der Bevölkerung der Gedanke einer Unabhängigkeit Québecs populär. Aus Protest gegen die schlechte soziale Lage der frankophonen Bevölkerung kämpfte der 1963 gegründete Front de libération du Québec (FLQ) gewaltsam für Unabhängigkeit Québecs. Die Regierung von Premierminister Pierre Trudeau bekämpfte die Terroristen mit harten Notstandsgesetzen und ließ die kanadische Armee in Montreal aufmarschieren. Die 1968 gegründete Parti Québécois übernahm unter seinem Vorsitzenden René Lévesque 1976 erstmals die Provinzregierung. Die PQ-Regierung erklärte 1977 Französisch zur alleinigen Amtssprache Québecs (siehe Charta der französischen Sprache) und organisierte 1980 das erste Referendum über die Unabhängigkeit der Provinz, das von den Wählern abgelehnt wurde.
In seiner heutigen Form entstand der Bloc Québécois 1990 aus einer informellen Verbindung von Abgeordneten der Progressiv-konservativen Partei und der Liberalen Partei, die nach dem Scheitern des Meech Lake Accord aus ihren Parteien austraten. Eigentlich sollte der Bloc nur eine vorübergehende Verbindung sein, die sich nach Erreichen der Unabhängigkeit auflöst. Die Liberalen sprechen bis heute von einer „vorübergehenden Ad-hoc-Regenbogen-Koalition“. Angeführt wurde die informelle Vereinigung von Lucien Bouchard, der bis zu seinem Rücktritt aus Brian Mulroneys Bundesregierung Umweltminister gewesen war. Gilles Duceppe war der erste gewählte Abgeordnete des Bloc, als er im August 1990 eine Nachwahl gewann. Er trat als Unabhängiger an, da der Bloc zu diesem Zeitpunkt noch nicht als Bundespartei registriert war.
Bei der Unterhauswahl 1993, zwei Jahre nach der formellen Gründung, gewann der Bloc auf Anhieb 54 Sitze in Québec. Da sich die Stimmen der Opposition auf die Reformpartei, die Progressiv-Konservative Partei und die Neue Demokratische Partei verteilten, wurde der Bloc zweitstärkste Kraft im Parlament und somit „offizielle Opposition“. 1995 setzte die Parti Québécois ein zweites Referendum für die Unabhängigkeit an. Dieses Volksbegehren scheiterte knapp, 50,58 Prozent der Wähler in Québec stimmten für den Verbleib bei Kanada. Am Tag nach dem gescheiterten Referendum kündigte Provinzpremierminister Jacques Parizeau seinen bevorstehenden Rücktritt an. Daraufhin gab Bouchard sein Amt als Vorsitzender des Bloc auf und trat dessen Nachfolge an.
Als neuer Vorsitzender des Bloc folgte Michel Gauthier, der jedoch bereits nach einem Jahr zurücktrat und von Gilles Duceppe abgelöst wurde. Bei der Unterhauswahl 1997 verlor der Bloc zehn Sitze sowie den Status als offizielle Opposition. Drei Jahre später fiel der Bloc auf den Tiefststand von 38 Sitzen. Hauptursache waren die von der PQ-Regierung vollzogenen unpopulären Zwangsfusionierungen von Gemeinden in mehreren Ballungsgebieten, was zu Sitzgewinnen der Liberalen in den entsprechenden Gebieten führte. Aufgrund der Unbeliebtheit der liberalen Provinzregierung von Jean Charest konnte der Bloc bei der Unterhauswahl 2004 deutlich zulegen und erreichte wieder den Stand von 1993. Die absolute Mehrheit der Stimmen in Québec bei der Unterhauswahl 2006 schien möglich zu sein, doch resultierten letztlich wegen des Aufstiegs der Konservativen Partei im ländlichen Raum drei Sitzverluste. Bei der Unterhauswahl 2011 ergab sich ein starker Einbruch: Von 49 Sitzen, die bei den Unterhauswahlen 2008 gewonnen worden waren, konnten nur vier verteidigt werden. Vier Jahre später verlor der Bloc zwar weiter an Stimmen und erreichte mit 19,3 % den geringsten Stimmenanteil seit seiner ersten Kandidatur 1993, konnte die Zahl seiner Sitze jedoch auf zehn erhöhen.

## Beziehung zur Parti Québécois
Da in Kanada auf Bundes- und auf Provinzebene unterschiedliche Parteien antreten, stehen Bloc Québécois und Parti Québécois nicht in Konkurrenz zueinander. Parti Québécois steht dem Bloc Québécois politisch nahe und vertritt die Interessen der Québecer Souveränisten in der Nationalversammlung von Québec. Bei Wahlen unterstützen sich beide Parteien gegenseitig. Sie verfügen über eine ähnliche Mitglieder- und Wählerbasis. Prominente Mitglieder sind oft bei Veranstaltungen der jeweils anderen Partei anwesend.

## Wahlergebnisse
Ergebnisse bei den Wahlen zum Unterhaus:
| Wahl | Sitze total | Kandi- daten | Gew. Sitze | Stimmen   | Anteil (in Kanada) | Anteil (in Québec) |
| ---- | ----------- | ------------ | ---------- | --------- | ------------------ | ------------------ |
| 1993 | 295         | 75           | 54         | 1.835.784 | 13,52 %            | 49,3 %             |
| 1997 | 295         | 75           | 44         | 1.385.821 | 10,67 %            | 37,9 %             |
| 2000 | 301         | 75           | 38         | 1.377.727 | 10,72 %            | 39,9 %             |
| 2004 | 308         | 75           | 54         | 1.680.109 | 12,40 %            | 48,9 %             |
| 2006 | 308         | 75           | 51         | 1.553.201 | 10,48 %            | 42,1 %             |
| 2008 | 308         | 75           | 49         | 1.379.565 | 10,0 %             | 38,1 %             |
| 2011 | 308         | 75           | 4          | 889.788   | 6,0 %              | 23,4 %             |
| 2015 | 338         | 78           | 10         | 818.652   | 4,7 %              | 19,3 %             |
| 2019 |             | 78           | 32         | 1.387.030 | 7,63 %             | 32,4 %             |
| 2021 |             | 78           | 32         | 1.301.758 | 7,7 %              | 32,1 %             |

## Parteivorsitzende
- Lucien Bouchard (25. Juli 1990 – 16. Januar 1996)
- Gilles Duceppe (16. Januar 1996 – 17. Februar 1996, interim)
- Michel Gauthier (17. Februar 1996 – 15. März 1997)
- Gilles Duceppe (15. März 1997 – 2. Mai 2011)
- Vivian Barbot (2. Mai 2011 – 11. Dezember 2011, interim)
- Daniel Paillé (11. Dezember 2011 – 16. Dezember 2013)
- André Bellavance (16. Dezember 2013 – 25. Februar 2014, interim)
- Annie Lessard (25. Februar 2014 – 14. Juni 2014, interim)
- Mario Beaulieu (seit 14. Juni 2014)[3]